# Heide (Brühl)
Heide ist mit 1.383 Einwohnern (2017) einer der kleineren Stadtteile der Stadt Brühl im Rhein-Erft-Kreis in Nordrhein-Westfalen.

## Lage
Heide liegt am oberen Osthang der Ville im Vorgebirge, dem Westrand der inneren Kölner Bucht. Nördlicher Nachbarort ist das etwas ältere und größere Kierberg. Die Stadtmitte des Hauptorts Brühl liegt südöstlich etwa zwei Kilometer entfernt. Heide ist über die B 265 (Luxemburger Straße) oder von der Brühler Ortsmitte über die L 184 (Theodor-Heuss-Straße), Abzweig Willy-Brandt-Straße, zu erreichen. Als öffentliches Verkehrsmittel führt die Stadtbus-Linie 702 der Brühler Stadtwerke nach Heide.

## Frühe Geschichte
Der heutige Ort Heide entstand aus einem kleinen Weiler, der durch die Ansiedlung der weltlichen Hilfskräfte für das 1207 gegründete Zisterzienserinnenkloster Kloster Benden entstanden war.
In der Kölnischen Landesdescription aus dem Jahr 1669 (zitiert bei Rosellen) wird für das Kloster Benden neben vielen Besitztümern auch eine Braunkohlengrube aufgeführt. Dies lässt den Schluss zu, dass dieser Rohstoff schon zu früher Zeit abgebaut und genutzt wurde.
Die Mühlenbetriebe des Klosters am Siegesbach, dem heutigen Mühlenbach, wie  die Bendermühle und die Theismühle in Kierberg, wurden zu dieser Zeit in der Regel von Pächtern betrieben. Auch sie  benötigten Arbeitskräfte und können – neben der Landwirtschaft – als Faktor zunehmender Ansiedlung von Arbeitern und ihren Familien gesehen werden.
Nach einem Verzeichnis des Kierberger Pastors Mauel hatten im Jahre 1747 Kierberg und Heide zusammen 36 Häuser mit 37 Familien. Für das Kloster selbst wird ein Haus angegeben (Rosellen). Für Heide werden 25 Häuser im Jahr 1750 angegeben (Fritz Wündisch).

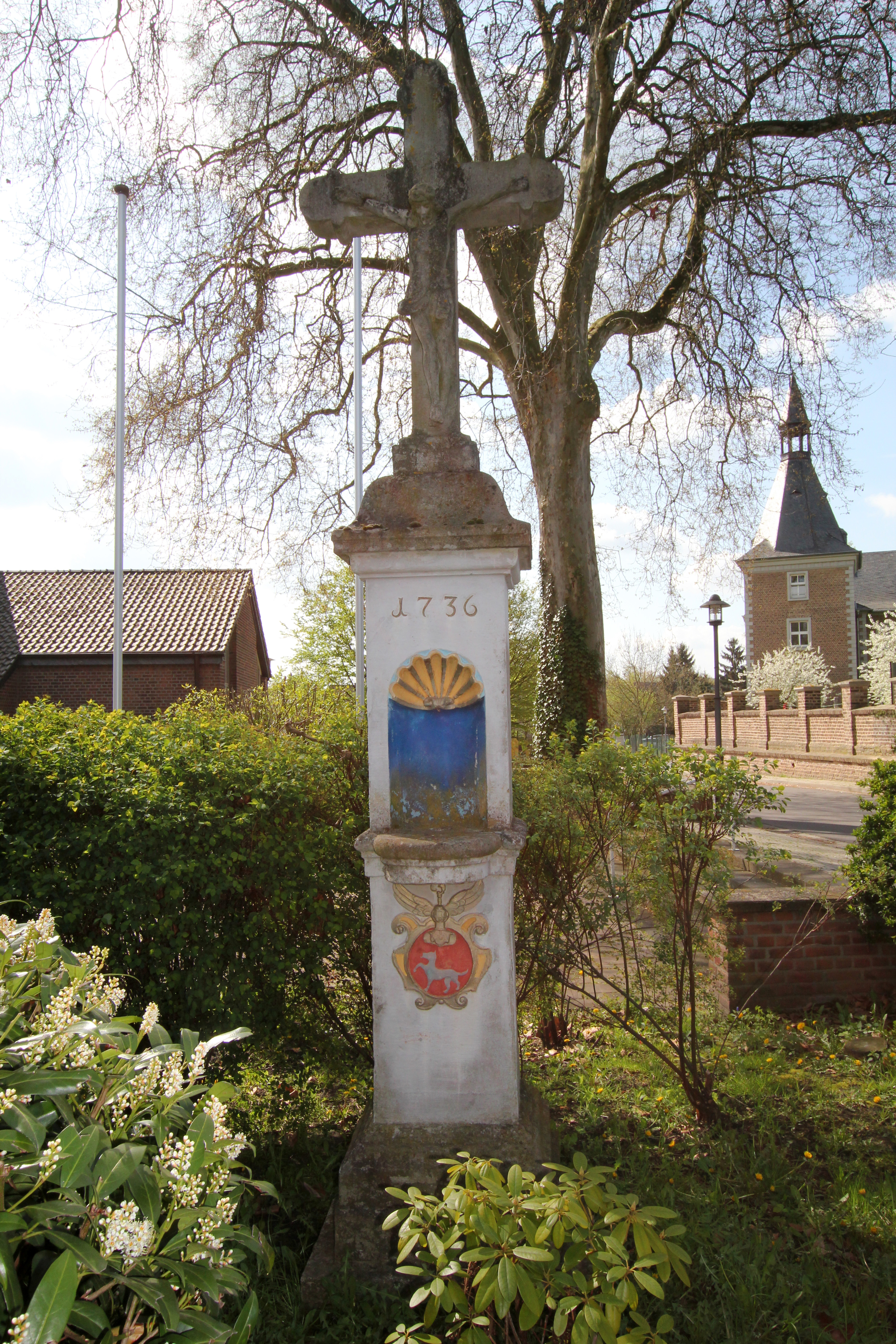
Wegekreuz von 1736
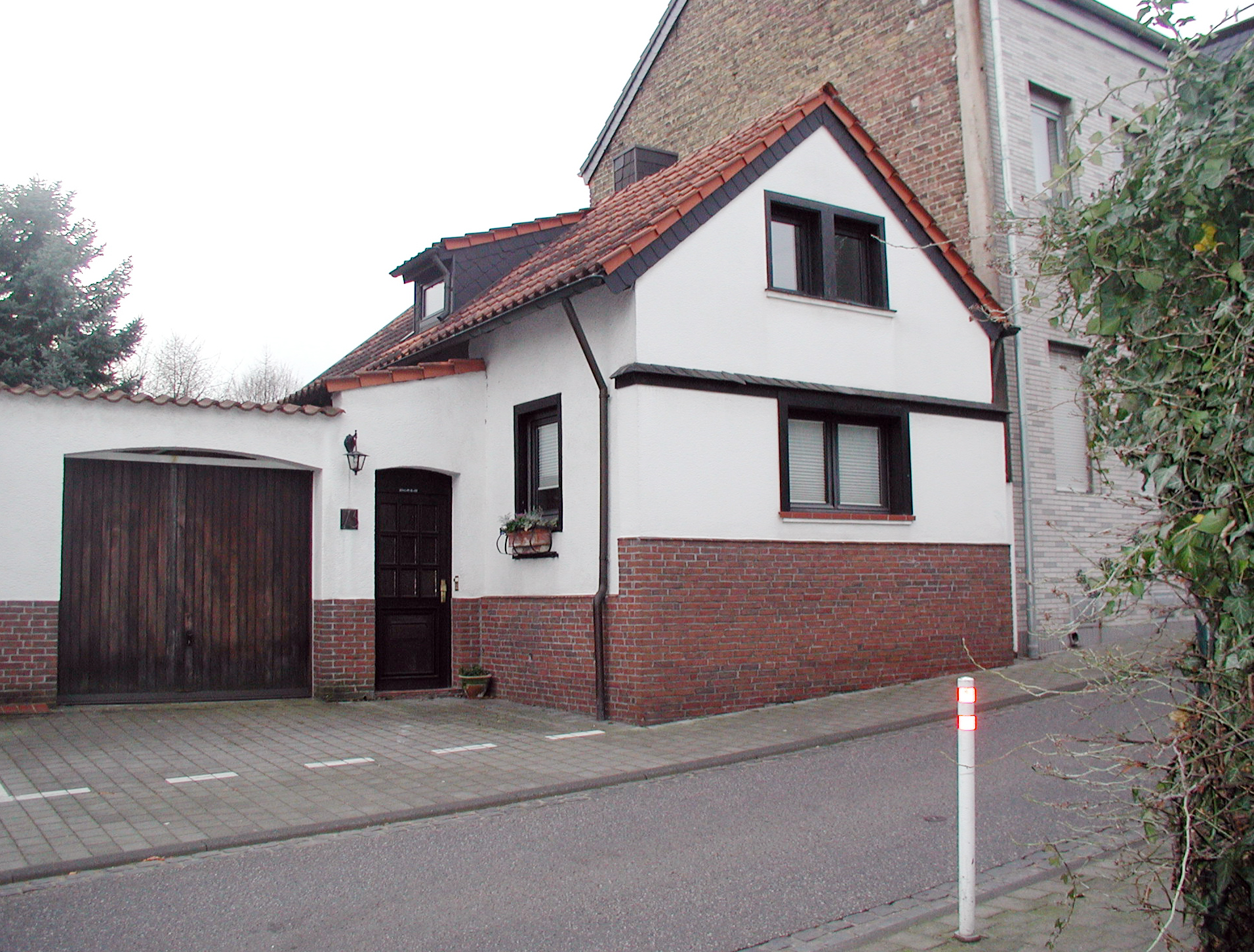
Das älteste Haus (1750)
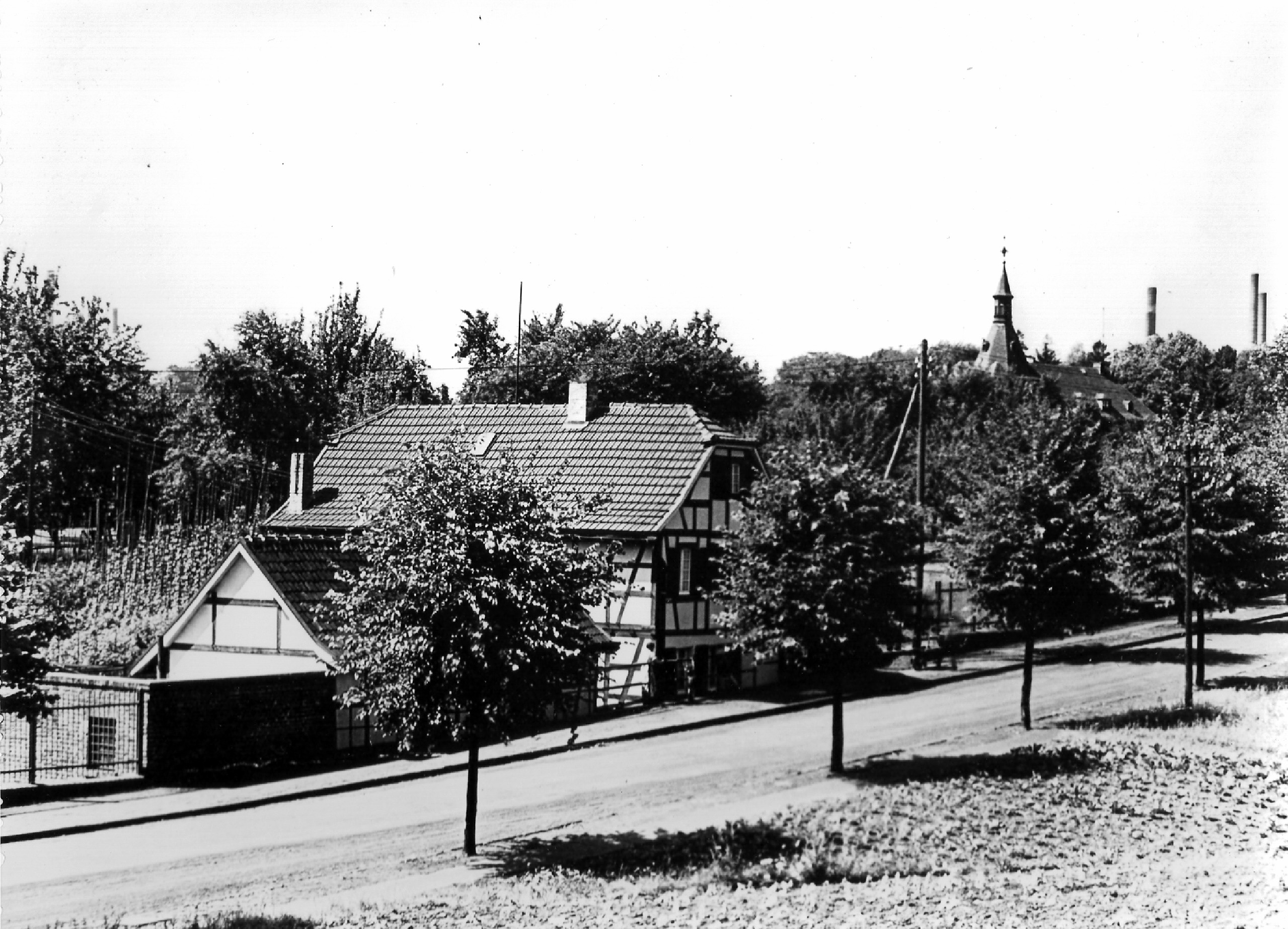
Klostermühle Benden um 1925 mit Schloten von Roddergrube links und Gruhlwerk rechts

Ein zu dieser Zeit (1736) errichtetes Wegekreuz steht gut erhalten an der heutigen Pfarrkirche Sankt Maria Hilf unweit des Klostergrundstückes.

### Braunkohlegewinnung in früher Zeit
Vor dem Einsetzen der industriell organisierten Braunkohleförderung im Rheinischen Braunkohlerevier erfolgte der Kohleabbau in Handarbeit. Es wurden Gruben von drei bis vier Metern Seitenlänge ausgehoben und die Kohle mit Körben heraus transportiert. Füllte sich mit zunehmender Tiefe die „Kuhle“ mit Grundwasser, wurde daneben eine neue erstellt. Die erfolgreich ausgeräumte Grube wurde mit dem neu anfallenden Abraum verfüllt. Diese als Kuhlenbau bezeichnete Methode konnte jedoch nur angewandt werden, wenn die über der Braunkohle liegende Abraumschicht nicht allzu stark war. Alternativ, bei zu mächtiger Erdschicht, wurde die Braunkohle im Tummelbau unterirdisch gewonnen. Diese frühen Formen der Förderung wurden hauptsächlich von ortsansässigen Familien und Guts- und Klosterhofleuten im landwirtschaftlichen Nebenerwerb betrieben.
Es entstand eine große Anzahl von Kleinbetrieben, die noch nicht in der Lage waren, hochwertiges Brennmaterial herzustellen. Ihre an der Luft getrockneten Klütten erzielten keine hohen Preise und waren wegen ihres hohen Wassergehalts bestenfalls minderwertiger Brennstoff für arme Leute. Spuren dieses Abbaus sind am Villehang nur noch schwer zu finden.

## Industrialisierung mit der Braunkohle

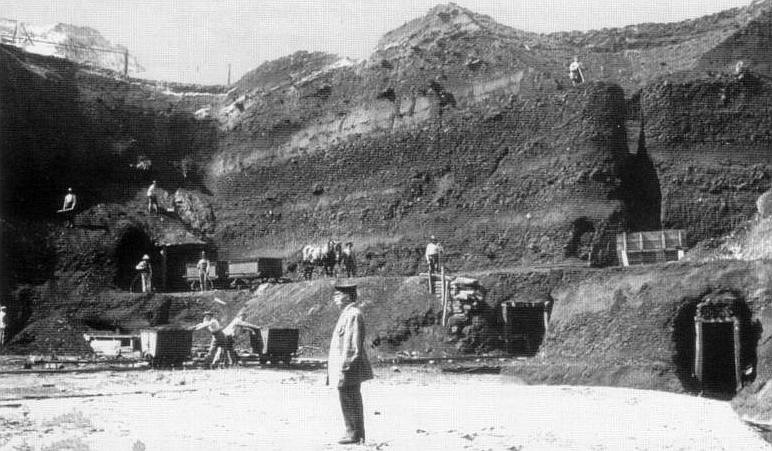
Braunkohlentagebau in Raum Brühl

Der Ort wuchs erst richtig, als mit der Industrialisierung nach dem Deutsch-Französischen Krieg 1870–1871 und den durch die von Frankreich 1871 geleisteten Reparationszahlung ausgelösten Gründerjahren auch im Vorgebirge neue Industrien entstanden.
Diese Industrien konnten durch ihre Nähe zur Braunkohle nun kostengünstig produzieren. Dieser Rohstoff war im gesamten südlichen Villegebiet nahe der Oberfläche zugänglich; er hatte bisher nur lokale Beachtung gefunden und war nun leicht abzubauen. Arbeitskraft war billig, und produktverteuernde Umweltauflagen waren noch unbekannt.

### Erste Betriebsstätten

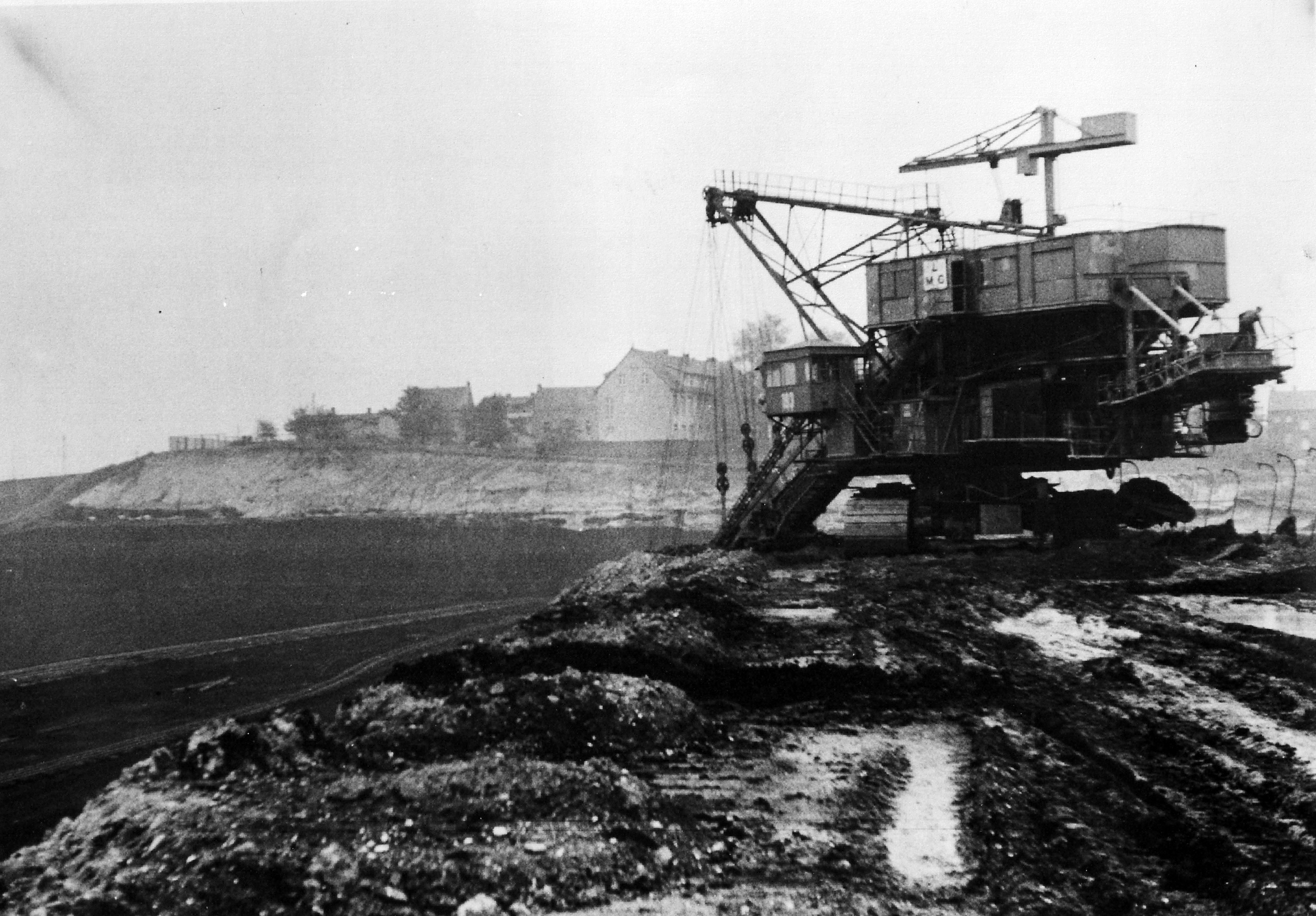
Braunkohlentagebau am Ortsrand

In den 1870er-Jahren entstanden die technisch verhältnismäßig gut ausgestatteten Tagebaubetriebe Grube Berggeist, Grube Brühl, Roddergrube sowie Grube Donatus. Gruhlwerk I und II wurden durch den Brühler Unternehmer Hermann Gruhl südwestlich des Ortes Heide im Jahre 1889 errichtet und in Anerkennung seiner Verdienste nach ihm benannt.
Um 1911 übernahm Adolf Dasbach, Sohn eines Bergbauinspektors der Braunkohlegrube Donatus, Grubenleitungen im Brühler Raum. Als sein größtes Verdienst gilt später die Rekultivierung seiner ausgekohlten Gruben.
Was als „Zubrot“ der ärmeren Schichten der Bevölkerung begann, entwickelte sich über die manuelle Herstellung von Hausbrand, die spätere Verbesserung des Produktes durch die Erfindung der Exter-Presse (Carl Exter, 1816–1870) sogar zu einem Exportgut der Industrie. Das Problem der Trocknung von Braunkohle wurde nach langen Jahren des Experimentierens weitgehend gelöst. Fortan wurde ein hochwertiger, stabiler und gut zu transportierender Brennstoff hergestellt, das Brikett.
In der Fabrik Roddergrube am Westrand des heutigen Heider Bergsees wurden im März 1877 die ersten rheinischen Briketts gepresst. Siedlungen für die Grubenarbeiter errichtete man in unmittelbarer Nähe zu den Gruben, so auch in Heide. An sonstigen die Braunkohle nutzenden Industrieunternehmen entstanden bald weitere Werke: zum Beispiel die Zuckerfabrik Brühl (1883) mit dem angeschlossenen Elektrizitätswerk Berggeist (1899). Die Braunkohle veränderte nun die Wirtschaft, die Natur und das gesamte Leben der Menschen in der Region.

### Eisenbahnen, Aufschwung durch Export

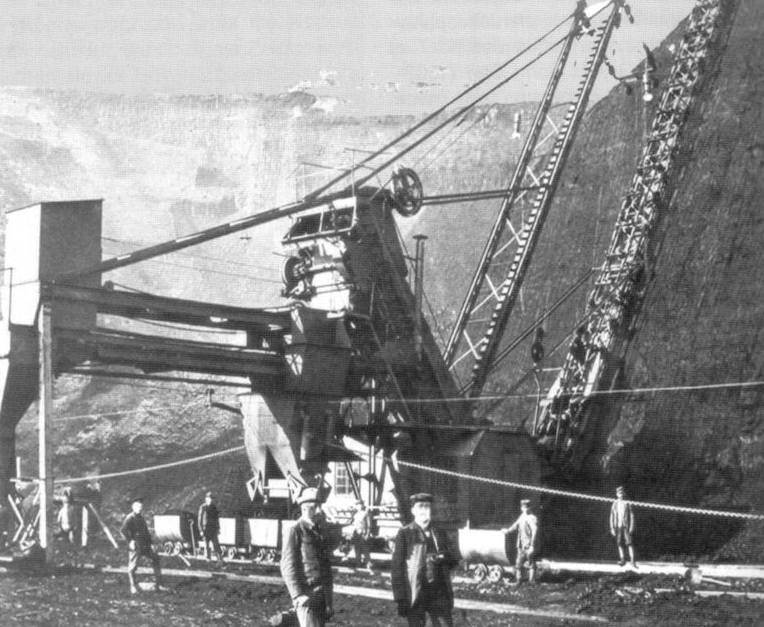
Mechanisierter Abbau mit Hilfe des "Eisernen Manns" Gruhlwerk 1907

1872/73 baute man den ersten Teil der Staatsbahnstrecke Köln–Kierberg–Liblar–Euskirchen. Obwohl überwiegend aus militärstrategischen Gründen angelegt, brachte diese moderne Verkehrsanbindung dem entstehenden „Revier“ enorme Vorteile. Unmittelbar förderlich war die 1899/1901 von der Westdeutschen Eisenbahn-Gesellschaft AG, Köln, als Schmalspurbahn gebaute, ab 1904 als Regelspur-Nebenbahn betriebene Mödrath-Liblar-Brühler Eisenbahn, die mit Grubenanschlussbahnen die Gruben der Region mit den Hauptstrecken und mit der Querbahn ab Vochem mit dem Rheinhafen Wesseling verband.
Der Versand per Schiff erfolgte hauptsächlich in den Süden Deutschlands, Exporte in die Niederlande und nach Belgien nutztn die Bahn. Die Strecken wurden zu Lebensadern für die beginnende Erschließung der neuen Braunkohlenlagerstätten und die angeschlossenen Brikettfabriken. Der Bahnhof für Heide war der Bahnhof Gruhlwerk. Die 1913 verstaatlichte Linie führte bis 1927 Personenverkehr und bis zur Stilllegung 1966 Güterverkehr durch. Ab 1942 wurden erste Teilstrecken ab Liblar bis Gruhlwerk/Heide mit der parallelen Hauptstrecke zusammengelegt. Der Abschnitt Heide–Kierberg wurde 1955 abgebaggert.

### Arbeit und Lohn

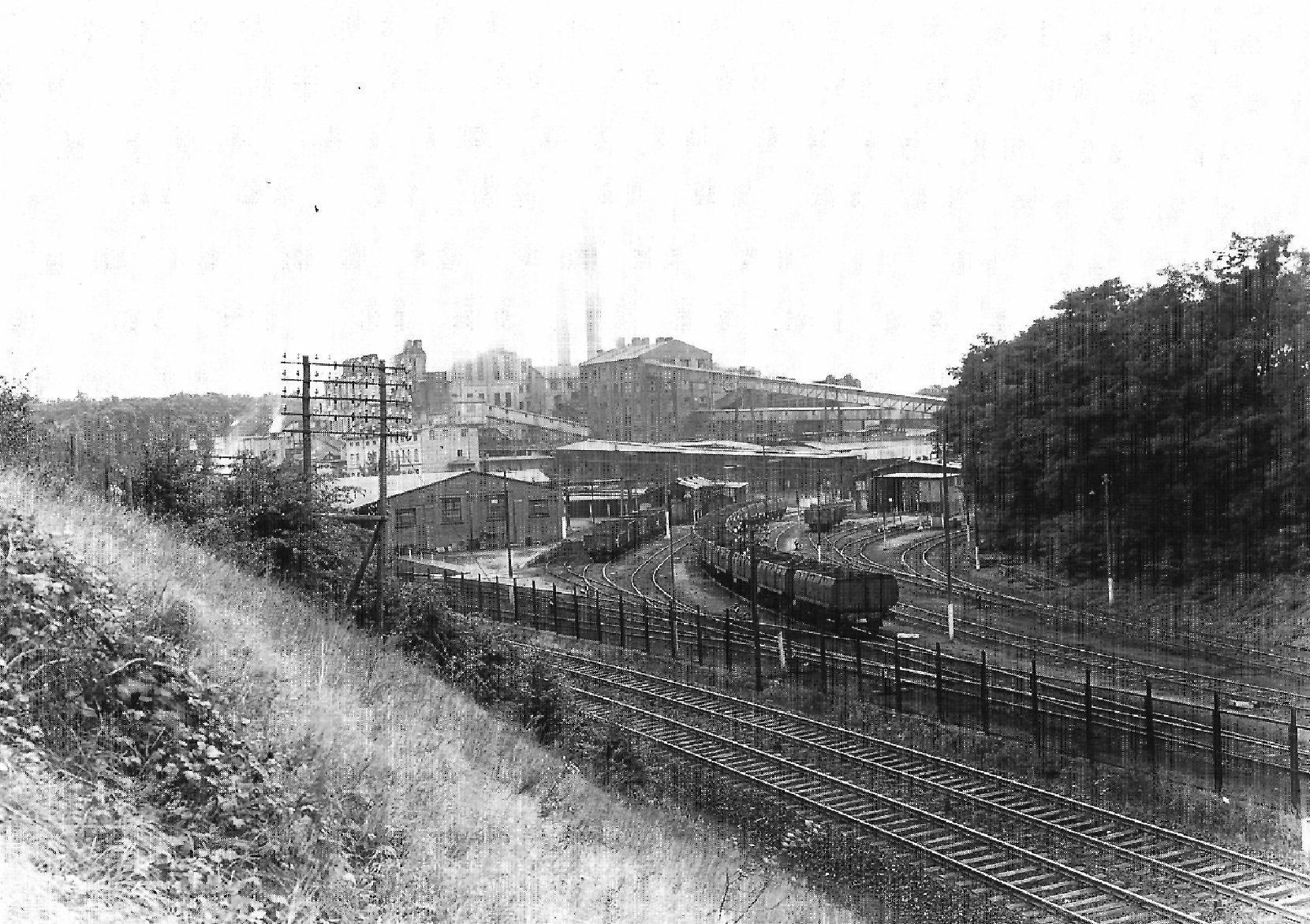
Am Gruhlwerk I, Verladestation und Bahnhof

Noch 1890 wurde den Arbeitern für eine zwölfstündige Schicht mit zwei Stunden Pause ein karger Lohn von nur einem halben Taler (1 Taler = 3 Mark) gezahlt, denn die Nachfrage nach Arbeit war jahrelang größer als die Zahl der vorhandenen Arbeitsplätze. Nur langsam steigerte sich der Schichtlohn von 1,50 Mark im Jahr 1891 auf 3,30 Mark zur Jahrhundertwende. So konnte man in Eigenleistung oftmals nur bescheidene „Kotten“ als Wohnstatt errichten.

Die Bauweise der kleinen Leute, Kotten
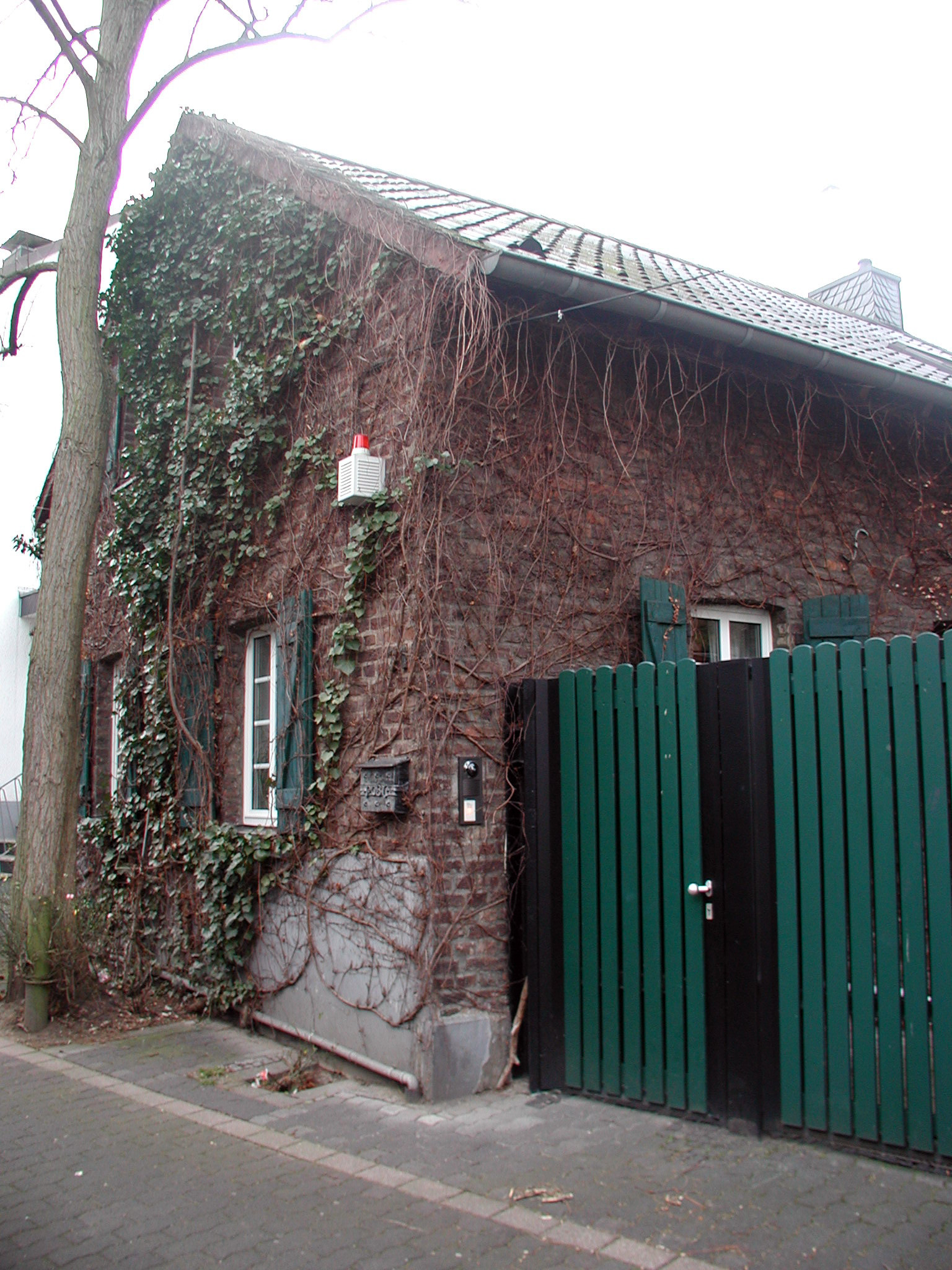
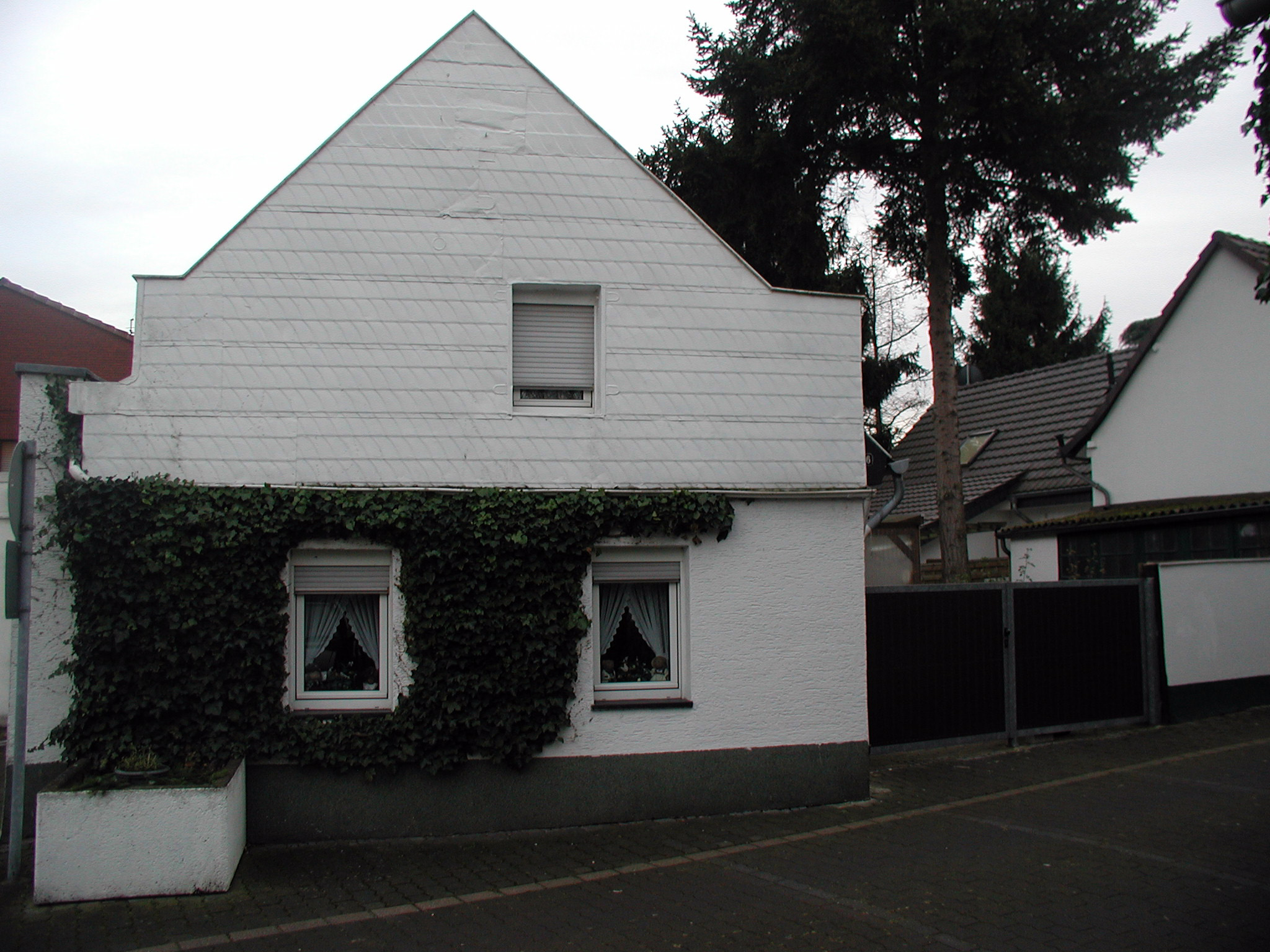
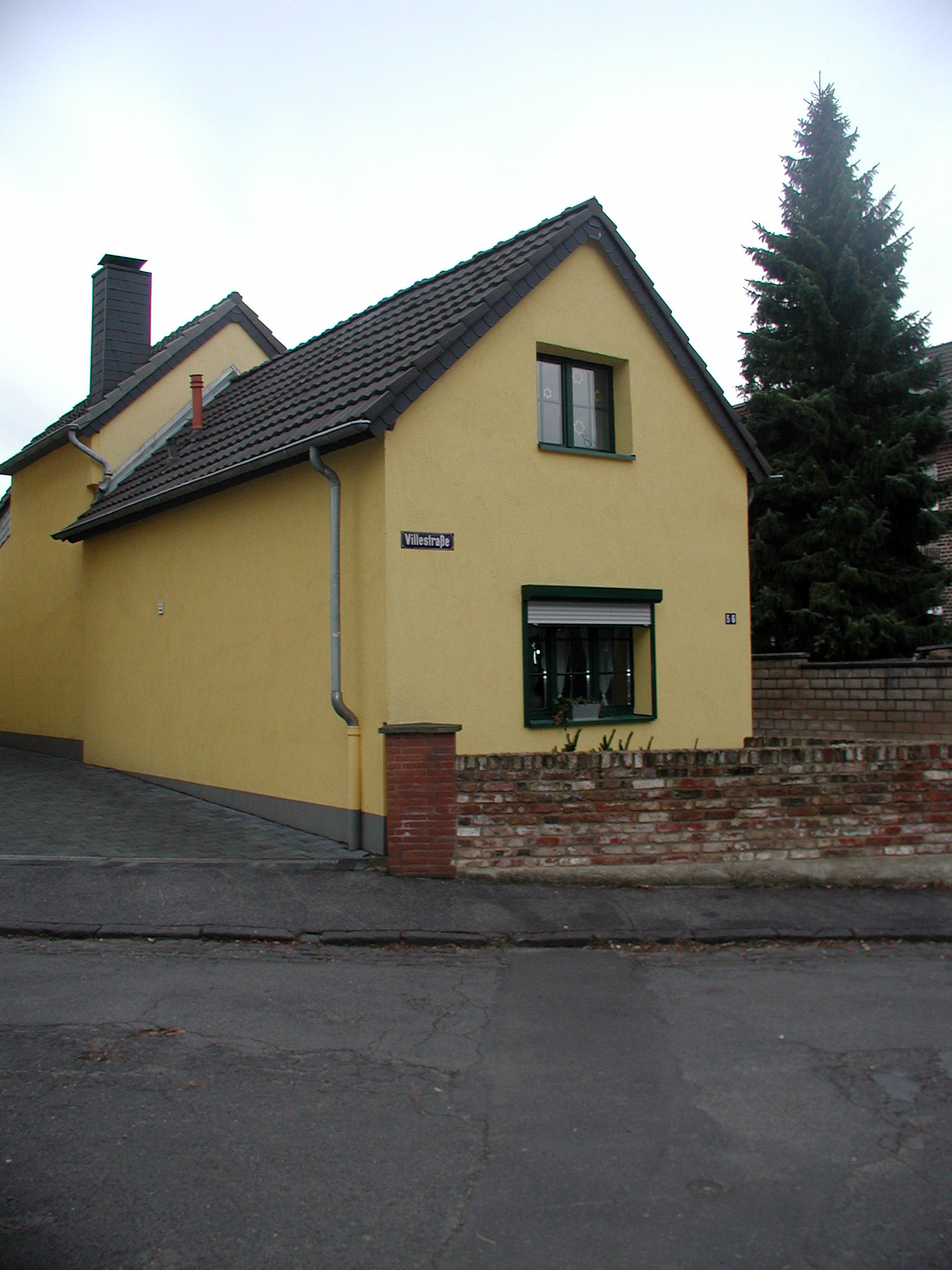

Diese in Fachwerk oder aus Backstein gebauten kleinen Häuschen sind oftmals liebevoll restauriert heute noch in Heide, zahlreiche davon an der Hoch- und Villestraße, und in weiteren Ortschaften der Umgebung zu finden.
So wandelte sich ein von der Landwirtschaft geprägter Weiler, bis dahin wohl über Jahrhunderte in seiner Größe stagnierend, durch den Zuzug von Bergarbeitern, viele kamen aus Mitteldeutschland und aus Bayern, zu einer größeren Ansiedlung.

## Heide nach den Weltkriegen
Bis zur Währungsreform beschränkten sich Bautätigkeiten der Werke für die Arbeiterwohnungen auf die Beseitigung der Kriegsschäden. Neubautätigkeit setzte erst Anfang der 1950er-Jahre ein. Straßenzüge, bebaut mit einem für diese Zeit typischen Stil, sind auch heute noch in Brühl-Heide vorhanden. Der Aufschwung des Ortes Heide zeigte sich auf vielfältige Weise. Die nach Paul von Hindenburg benannte und heute noch benutzte Turnhalle erbaute man Mitte der 1920er-Jahre. Aus rotem Backstein mit ihrer für diese Zeit gebräuchlichen Bauform (Giebel und Fenstergesimse) sind noch ein paar Gebäude im Ort vorhanden, so auch das ehemalige Pfarrhaus der Notkirche von 1920. Es ist heute Privatbesitz eines Heider Bürgers.

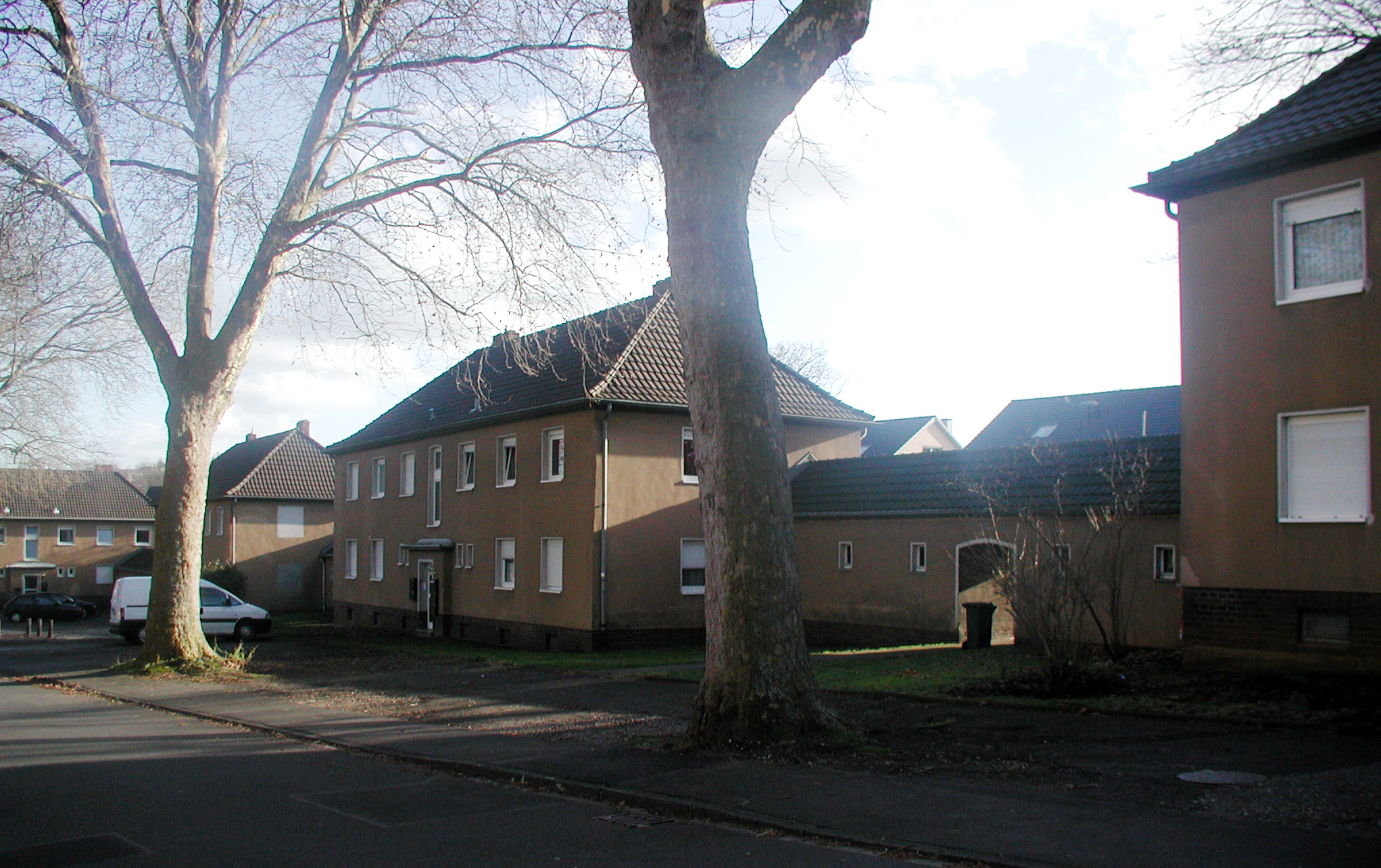
Alter Siedlungsstil
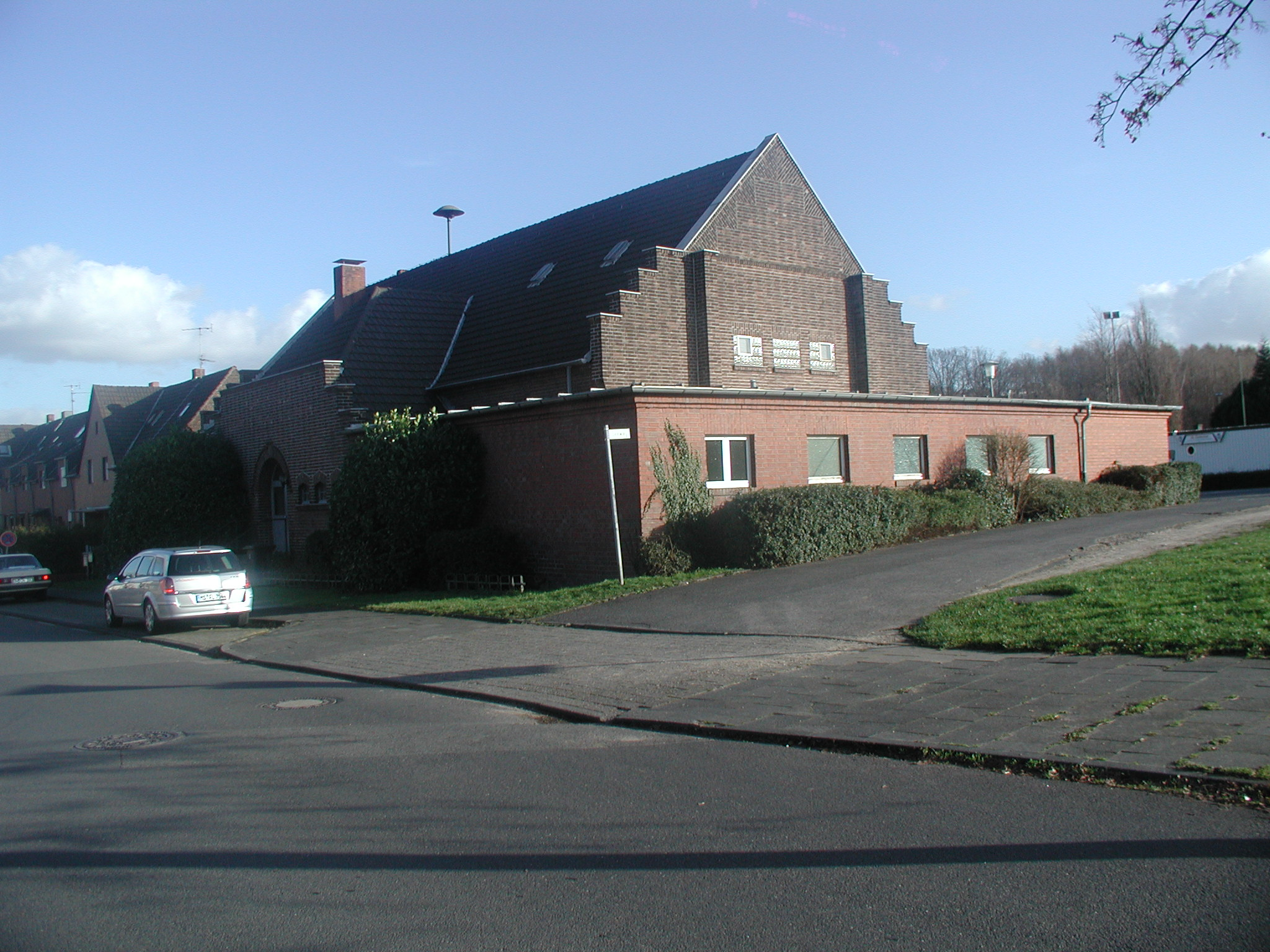
Heider Turnhalle (Hindenburg-Turnhalle) von 1927
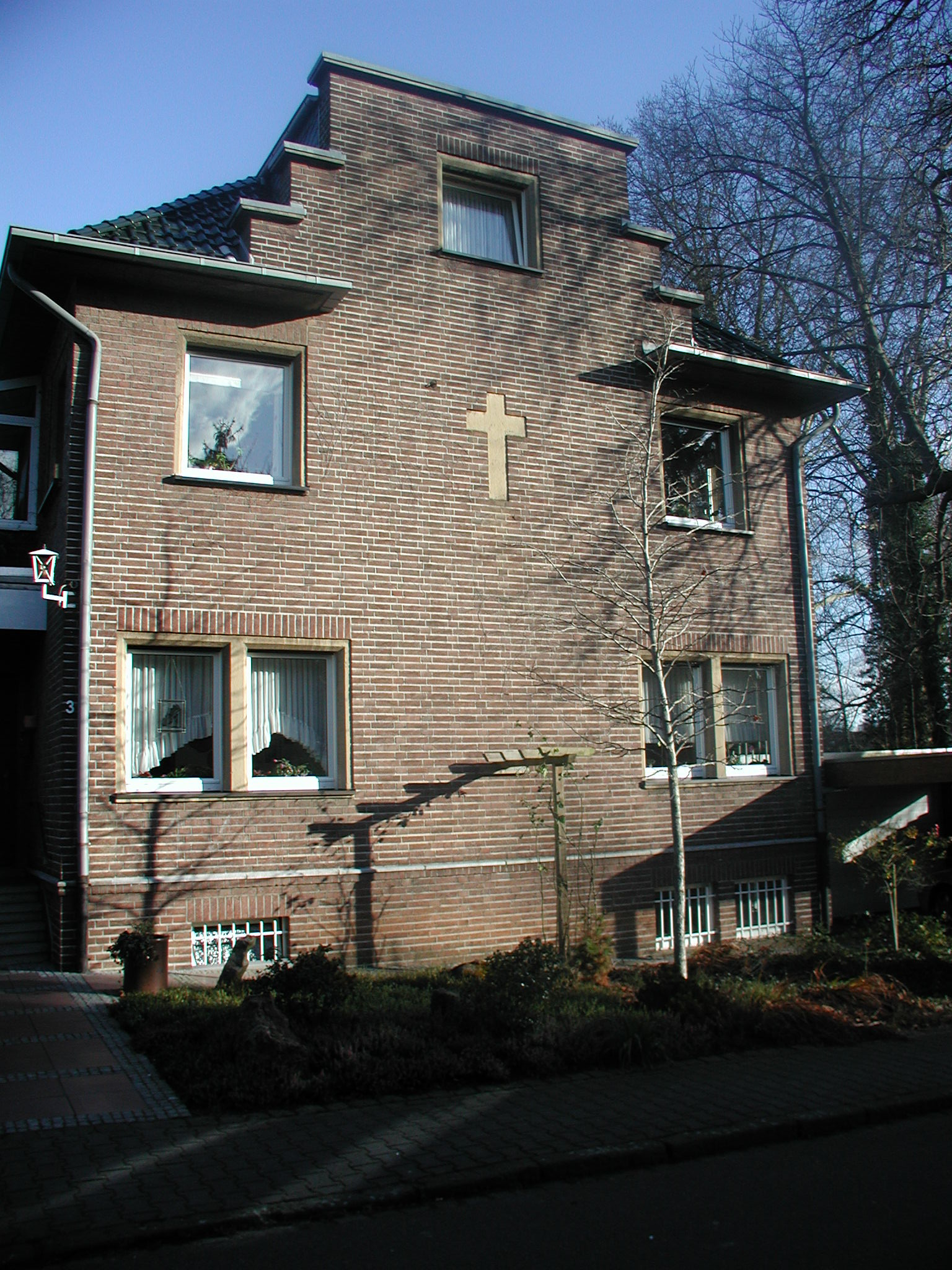
Ehemaliges Pfarrhaus, Marienstraße
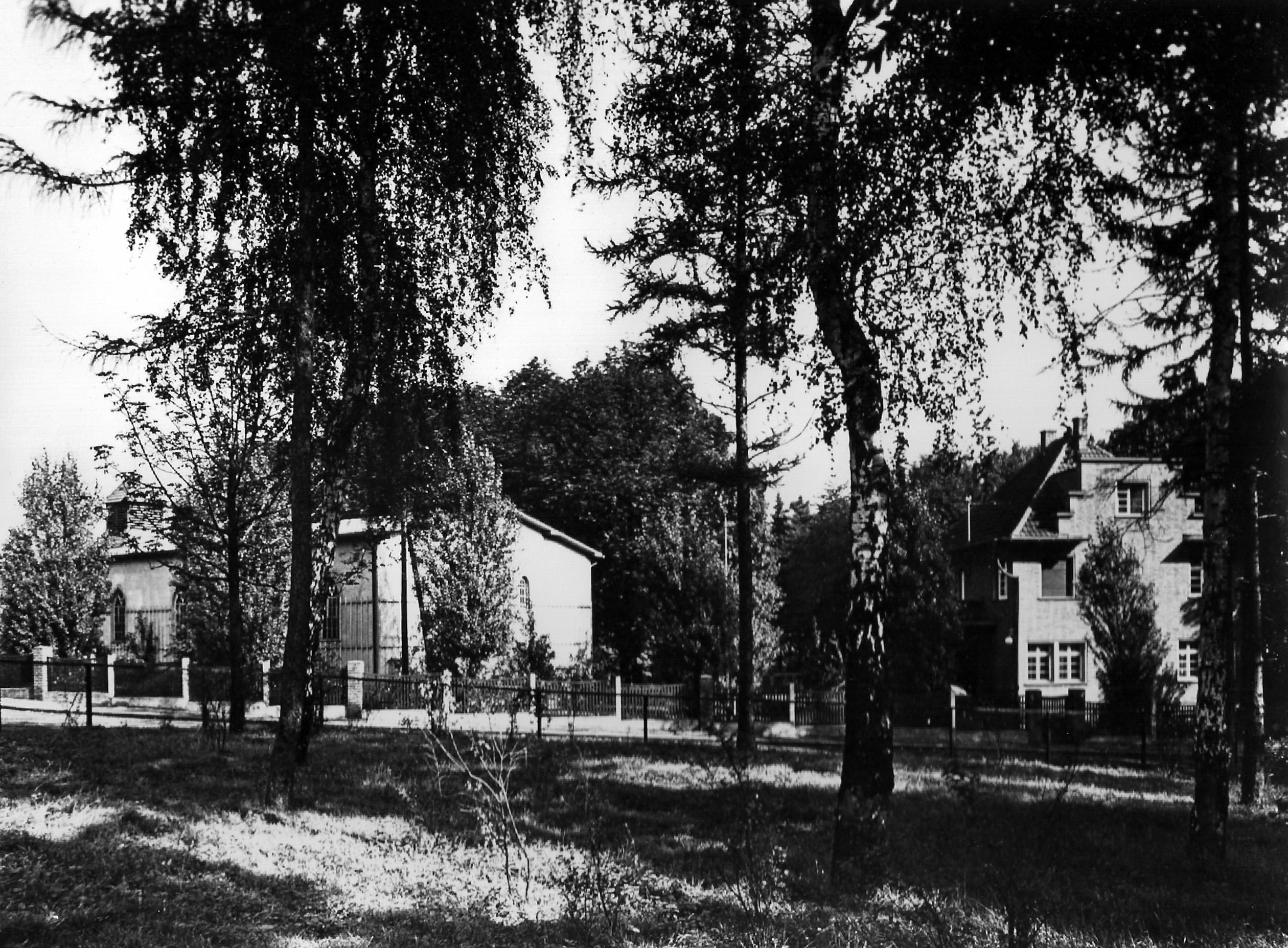
Notkirche und Pfarrhaus um 1925

## Strukturwandel

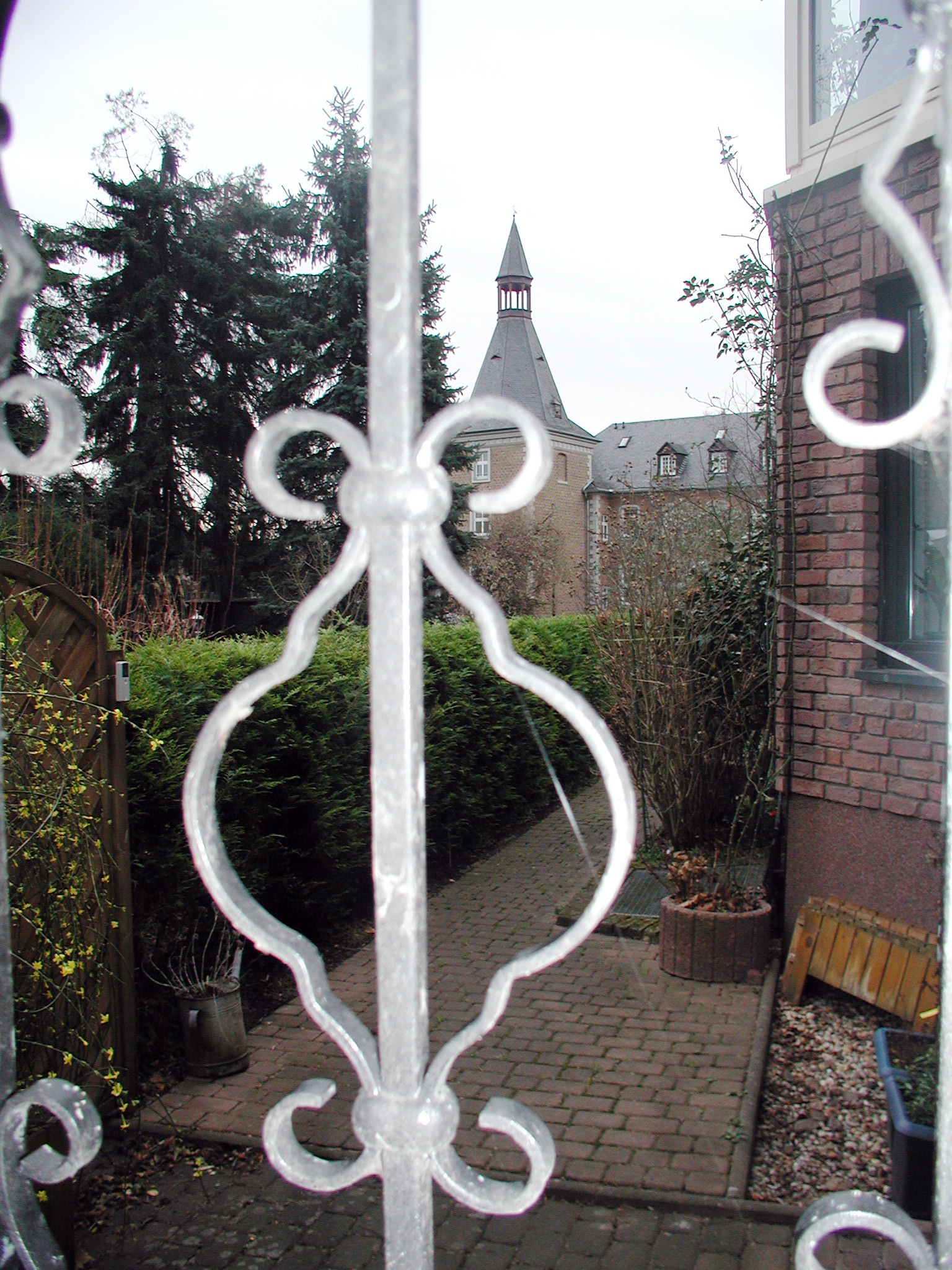
Blick über ehemaliges Klostergartengelände

1951 wurde der Stand der Brikett-Produktion von 1943/44 wieder erreicht. Etwa nach 1957 gingen Produktion und Absatz langsam zurück. Es gab modernere Heizmethoden und Geräte, vor allem sauberere. Ob des stagnierenden Absatzes startete die Brikettindustrie erneut, wie schon in den ersten Produktionsjahren, eine Werbekampagne. 1959 entstand dann der noch heute bekannte Slogan: „Der nächste Winter kommt bestimmt“. Doch die Braunkohlezeit näherte sich ihrem Ende.
Anfang der 1960er-Jahre hatte die Nachfrage nach Braunkohlenbriketts immens nachgelassen und Heizöl gewann sehr schnell große Marktanteile. Infolge der veränderten Bedingungen legte die rheinische Braunkohlenindustrie nach und nach überalterte oder nicht mehr rentable Fabriken still. Daraus resultierte wiederum, dass auch das Schienennetz der gesamten Region von der Deutschen Bundesbahn zurückgebaut wurde.
Nach der Stilllegung der letzten Gruben und Werke trat ein erheblicher Wandel in der Arbeitswelt ein. An die Stelle der bis dahin dominierenden Braunkohleindustrie traten neue Produktionsformen und das Dienstleistungsgewerbe. Die Zeit der Braunkohle hinterließ rekultivierte  Tagebaugruben, die heute unter Landschafts- oder Naturschutz stehen.
In dieser künstlich veränderten Landschaft entstand ein Naherholungsgebiet mit Wäldern und Seen. Der Heider Bergsee, einer von vielen Seen der südlichen Ville auf Brühler Gebiet, wurde als Bade- und Wassersportgewässer freigegeben. Ein für Natur und Wanderfreunde angelegter Rundweg von etwa 6 Kilometern Länge umschließt den See und ist von mehreren Parkplätzen an unterschiedlichen Stellen als Startpunkt zu erreichen.
Die ehemaligen Klostergärten des Klosters Benden wurden als Bauland freigegeben und fanden ihre Nutzung in der Errichtung einer von Teilstücken der Klostermauer umgebenen villenartigen Bebauung mit Einfamilienhäusern.
Das Areal ist heute neben der an den Heider Bergsee grenzenden Bebauung eine der besten Wohnlagen in Heide. Der aus der Barockzeit stammende erhaltene Bauteil der Klosteranlage, einem Neubau des 18. Jahrhunderts mit Resten aus dem 16. Jahrhundert, wurde zu einem repräsentativen Wohn- und Bürohaus ausgebaut. Im Innern sind noch originale zum Teil bemalte Stuckdecken von 1719 erhalten. Das Anwesen ist heute eine herausragende Sehenswürdigkeit Heides und der ganzen Umgebung.
Im August 2007 wurde vor Ort eine Feier zum 800-jährigen Jubiläum des Klosters veranstaltet.

## Sehenswertes
- Heider Bergsee mit Rundwanderweg

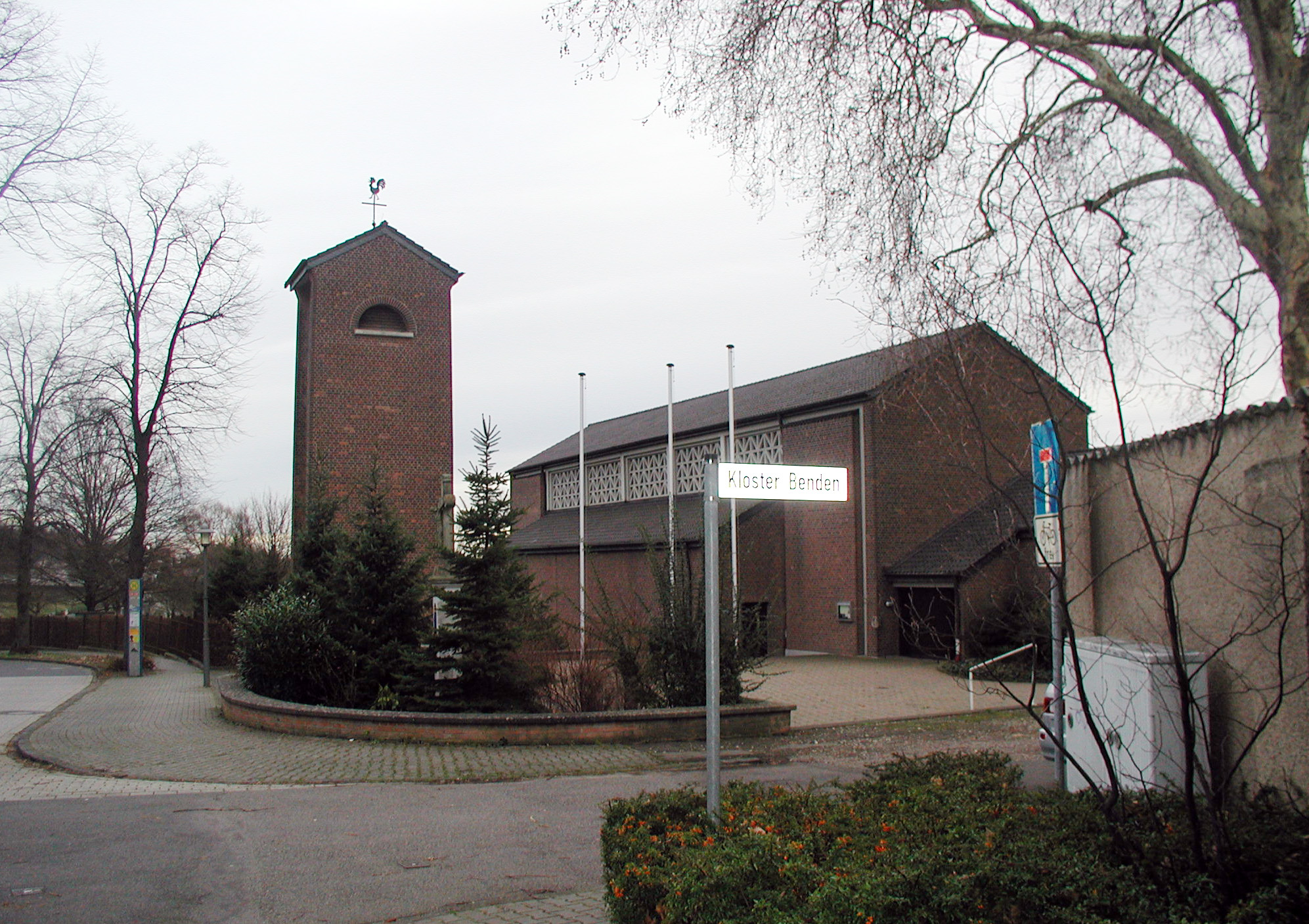
Sankt Maria Hilf

- Ehemaliges Zisterzienserinnenkloster Benden
- Katholische Pfarrkirche Maria Hilf von 1952/1954, Architekt Fritz Schaller
- Steuermuseum in der Finanzakademie[2]
- Heider Turnhalle (ehemals Hindenburg-Turnhalle)

## Schulen und Kindergärten

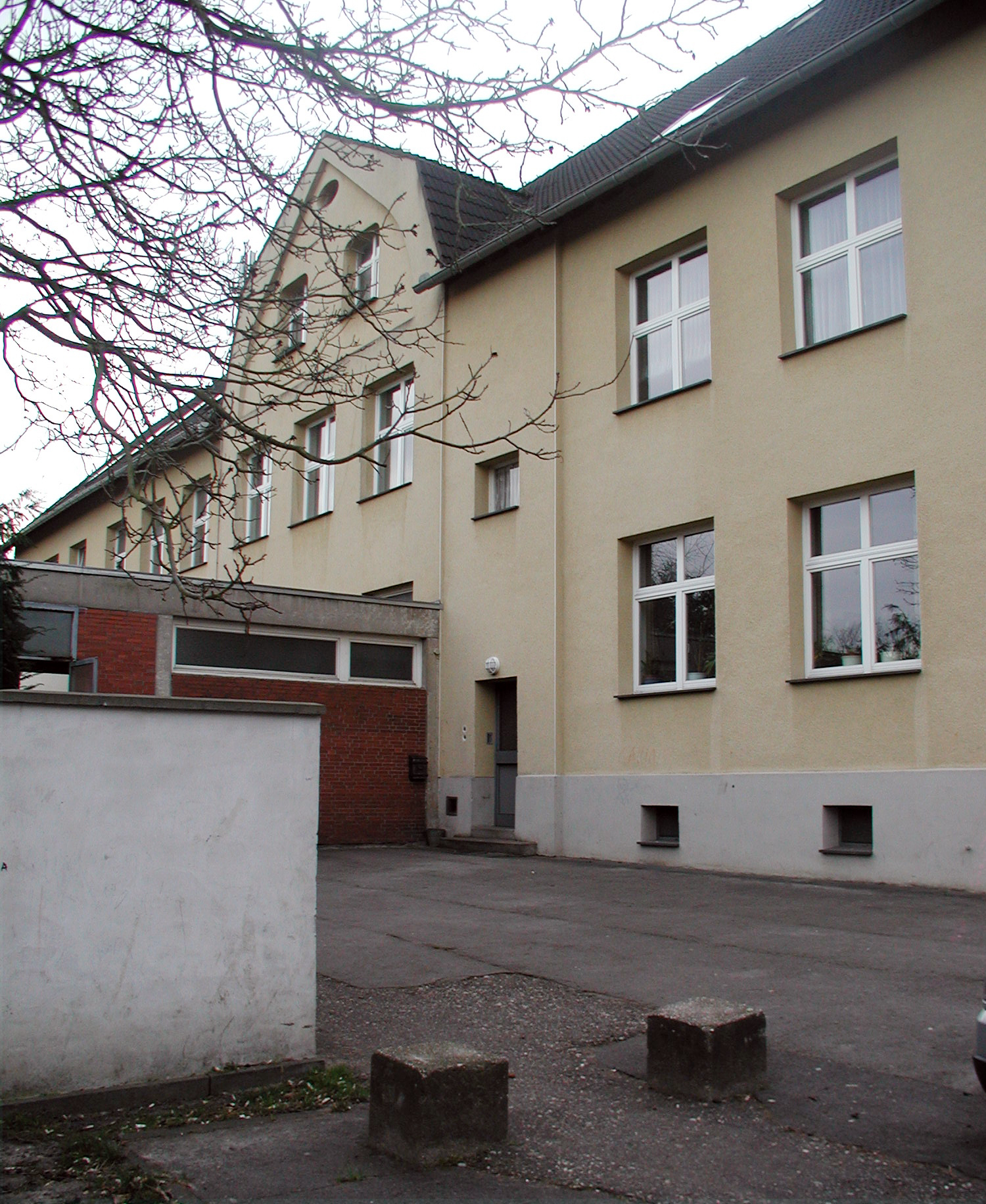
Die alte Volksschule

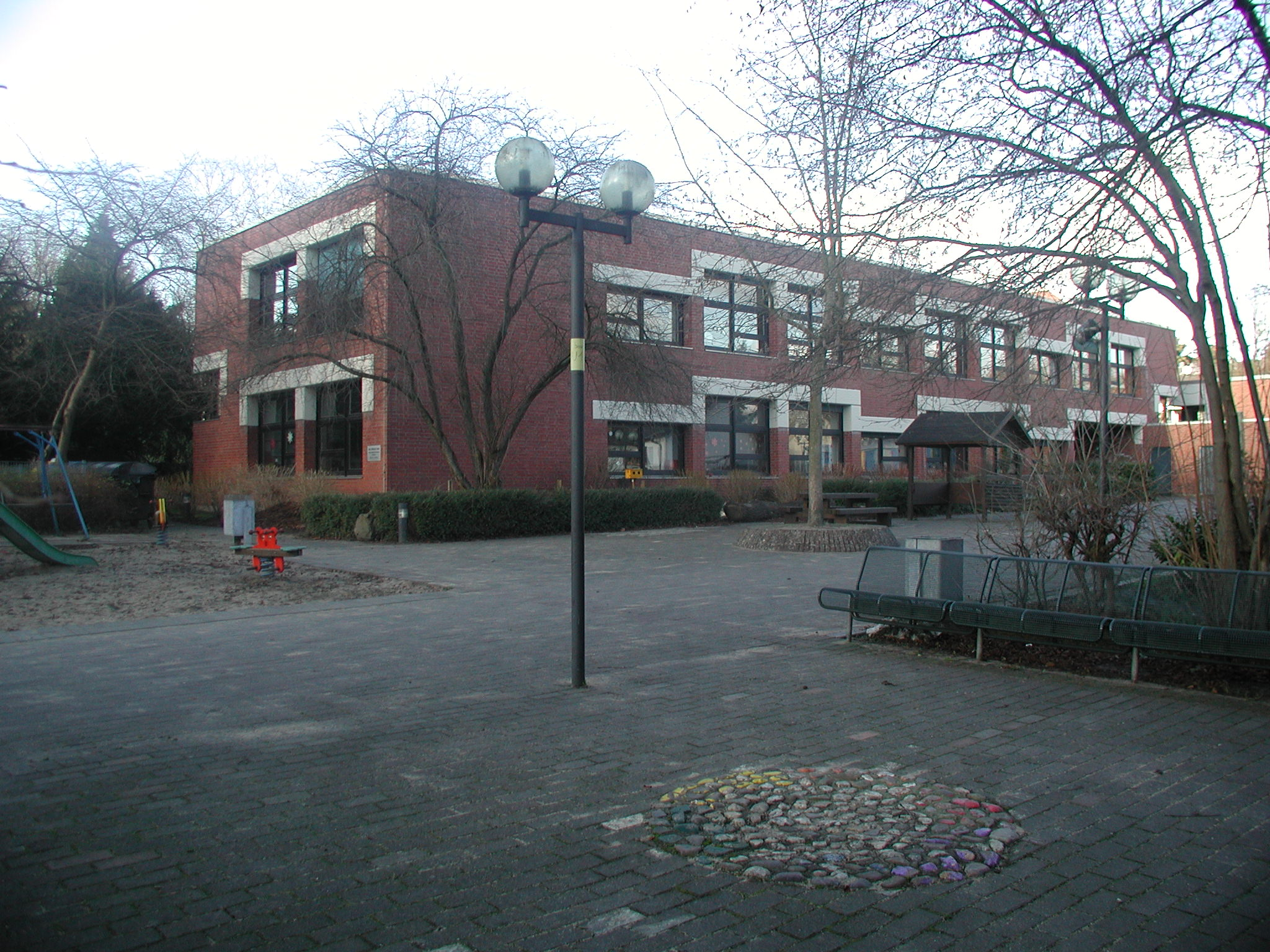
Maria-Montessori-Schule

Nach der Stilllegung der alten Heider Volksschule, sie dient heute in renoviertem Zustand als Altentagesstätte der Arbeiterwohlfahrt, stehen den Schulkindern aus Heide zwei Kierberger Schulen zur Verfügung:
- Melanchthonschule – eine Gemeinschafts Grundschule in der Kaiserstraße
- Barbaraschule, eine katholische Grundschule am Mühlenbach.

Der Schulbezirk Kierberg erstreckt sich auf die Stadtteile Heide, Kierberg und Vochem und umfasst das Stadtgebiet nördlich des Schulbezirks der Astrid-Lindgren-Schule, Rodderweg und nordwestlich des Schulbezirks der Martin-Luther-Schule an der Bonnstraße.
- Bundesfinanzakademie, Willy-Brandt-Straße
- Fachhochschule des Bundes für öffentliche Verwaltung, Willy-Brandt-Straße
- Maria-Montessori-Schule für geistig Behinderte, Bergstraße. Träger der Schule ist der Rhein-Erft-Kreis

Heide besitzt zwei Kindertagesstätten: Den Katholischen Kindergarten „Maria Hilf“ an der Marienstraße und den von der Elterninitiative Naturkinder Rheinland e. V. getragenen Waldkindergarten „Heider Seewichtel“ am Seeweg.

## Vereine und Sport

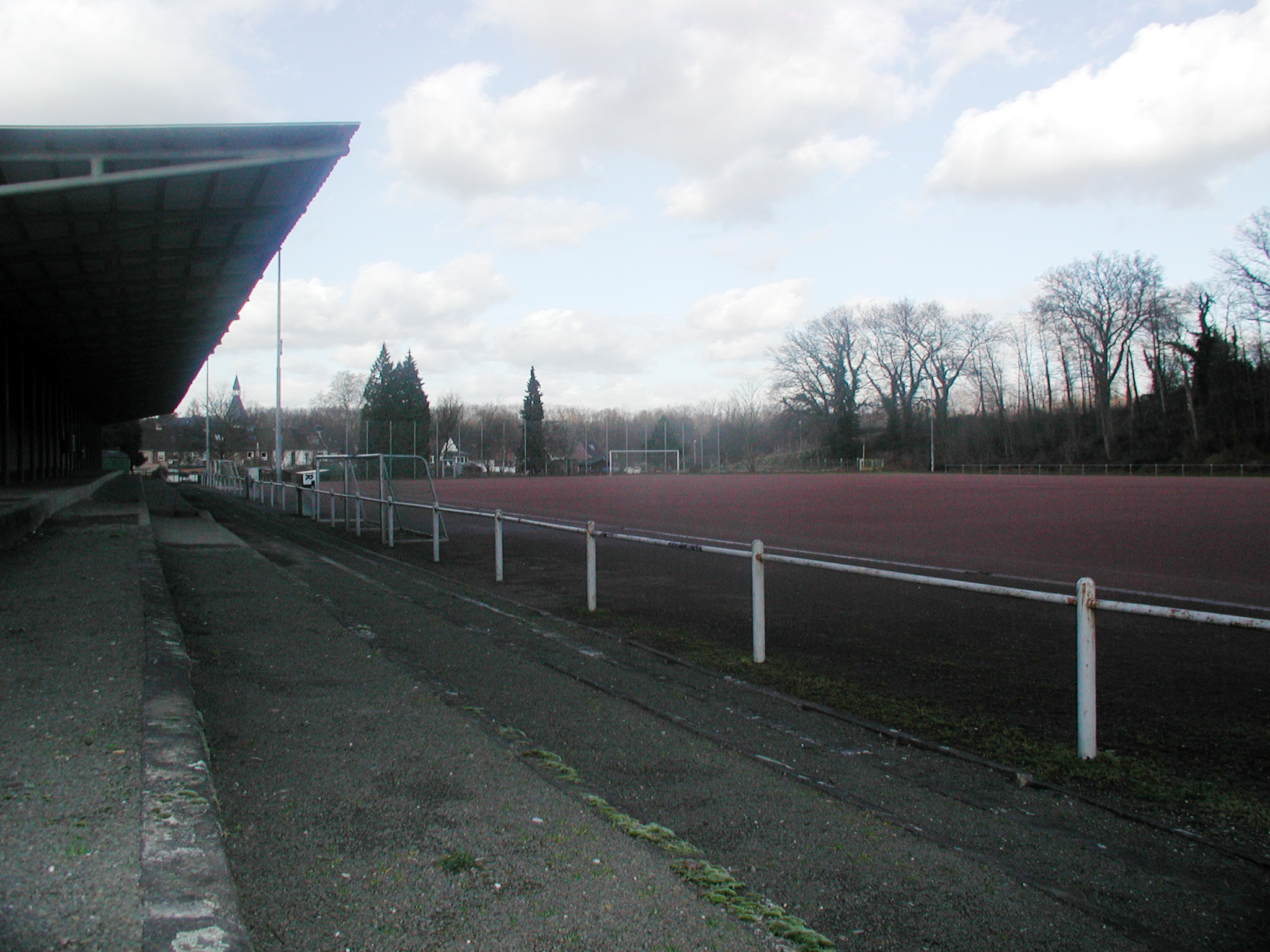
Der Sportplatz

Brühl-Heide besitzt ein aktives Vereinsleben. Die meisten Vereine sind trotz unterschiedlicher Interessen in der Dorfgemeinschaft Heide zusammengeschlossen. Zu den ältesten Vereinen im Ort gehört der FC Viktoria Gruhlwerk. Der Verein wurde 1911 von Arbeitern der örtlichen Brikettfabrik gegründet und spielt gegenwärtig mit seiner ersten Herrenmannschaft in der Kreisliga. Ein anderer alter und besonders heimatverbundener Verein ist die Sankt-Hubertus-Schützenbruderschaft Brühl-Heide 1927.
Aufgrund seiner Lage am Heider Bergsee beherbergt der Ort zahlreiche im Wassersport aktive Vereine:
- Villetaucher Brühl-Heide
- Faltbootfreunde Brühl
- Wassersportfreunde Brühl-Heide
- Segelsportvereinigung Heiderbergsee
- Brühler Club für Motorsport